# Phyllanthus nothisii
Phyllanthus nothisii är en emblikaväxtart som beskrevs av Maurice Schmid. Phyllanthus nothisii ingår i släktet Phyllanthus och familjen emblikaväxter.

## Underarter
Arten delas in i följande underarter:
- P. n. alticola
- P. n. nothisii